# Ugaritština
Ugaritština je starý semitský jazyk, jímž se hovořilo v Ugaritu ve 2. polovině 2. tisíciletí př. n. l.

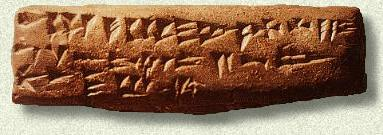
Ugaritské písmo

Kvůli nedostatečné znalosti gramatiky ugaritštiny je velmi těžké ji zařadit do některé ze skupin semitských jazyků. Svou zeměpisnou polohou se řadí k severozápadním (resp. kenaánským) semitským jazykům. Toto řazení je odůvodnitelné i díky podobnosti s ostatními jazyky této skupiny, např. biblickou hebrejštinou.
Jazyk byl zapisován svým vlastním, ugaritským klínovým písmem, většinou na hliněné tabulky.
Jazyk mohl být rozluštěn až poté, co bylo rozluštěno ugaritské klínové písmo, objevené ve vykopávkách, což se stalo až v letech 1930–1932. Jelikož však toto písmo nezná znaky pro samohlásky ani nepoužívá (jako např. hebrejština) některých souhlásek k vyznačení některých dlouhých samohlásek (tzv. matres lectionis), je těžké tyto texty vokalizovat. To znemožňuje nejen vytvoření kompletní gramatiky jazyka, ale i překlady dochovaných textů. Proto se ugaritské texty přepisují buď jen se souhláskami, nebo se vokalizují pomocí arabštiny.

## Příklady

### Číslovky
| Ugaritsky     | Česky |
| ʼaḥadu, 𐎀𐎈𐎄   | jeden |
| ṯinā(mi), 𐎘𐎐𐎎 | dva   |
| ṯalāṯu, 𐎘𐎍𐎘   | tři   |
| ʼarbaʻu, 𐎀𐎗𐎁𐎓 | čtyři |
| ḫamšu, 𐎃𐎎𐎌    | pět   |
| ṯiṯṯu, 𐎘𐎘     | šest  |
| šabʻu, 𐎌𐎁𐎓    | sedm  |
| ṯamānu, 𐎘𐎎𐎐   | osm   |
| tišʻu, 𐎚𐎌𐎓    | devět |
| ʻašru, 𐎓𐎌𐎗    | deset |

## Ugaritské gramatiky
Vzhledem k tomu, že znalost tohoto písma je otázkou ani ne jednoho století, není základních gramatik mnoho. Zde jsou vypsány podle seznamu publikovaného v: Stehlík, Ondřej: Ugaritské náboženské texty. Vyšehrad, Praha 2003. ISBN 80-7021-587-9.
- Gordon, C. H.: Ugaritic textbook. Rome 1940, 3. vydání.
- Segert, Stanislav: A Basic Grammar of the Ugaritic Language. Los Angeles 1984.
- Sivan, D.: A Grammar of the Ugaritic Language. Leiden 1997.
- Tropper, J.: Ugaritic Grammar. In: Ugaritic Textbook, Leiden 1999, s. 91–118.